# Honda RC211V

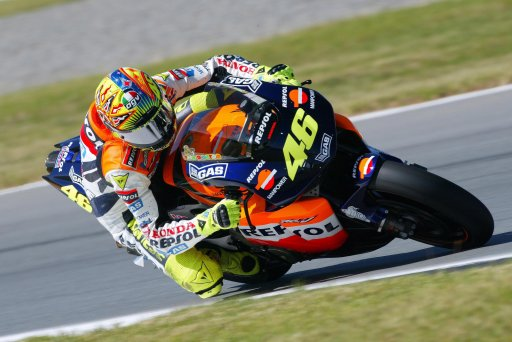
Valentino Rossi på en RC211V

Honda RC211V var en serie roadracingmotorcyklar utvecklade av Honda Racing Corporation (HRC) som en ersättare för den osedvanligt framgångsrika 500GP-racer Honda NSR500 inför säsongen 2002. Orsaken var att reglementet förändrades till att förutom tvåtaktsmotorer på max 500 cm3 så tilläts också 990 cm3-fyrtaktsmotorer i kallsen som nu kallades MotoGP. Valentino Rossi vann VM 2002 och 2003 på RC211V.
RC211V hade en 5-cylindrig V-motor (fyrtaktsmotor) som första säsongen utvecklade ca 200 hk. Effekten höjdes 2004 till upp emot 240 hk. Vikten var strax under 150 kg.
Modellens namn kan utläsas som följer:
- RC = HRC:s traditionella racingprefix
- 211 = första fabriksracern i 21 århundradet
- V = V-motor

RC211V ersattes av efterföljaren Honda RC212V med 800 cm3s motor inför säsongen 2007